# Дамащок
Дамащок (на немски: Dammastock) се нарича най-високият връх на Урийските Алпи. Той се извисява на височина 3629 м, което го поставя между средновисоките върхове на Алпите. Намира се в Швейцария, на границата между кантоните Ури и Вале. Не е добре изразен, а по-скоро – най-висока точка на дълго и тясно било, което се простира от юг на север. На него се намират също върховете Тифенщок и Галенщок. Районът е покрит плътно с ледници, макар да не са големи: на юг – известният ледник Рона, откъдето започва голямата европейска река, на изток – по-малкия Дамаглетчер, на север – Трифтглетчер. От върха се разкрива красива и обширна панорама, която достига на повече от 100 км.
Дамащок е сравнително лесен за изкачване, особено по традиционния маршрут от изток, където се намира хижа със същото име (2445 м). Другата възможност е по билото от прохода Фурка, която е за предпочитане през зимата и се прави от много скиори.